# George Louderback
George Davis Louderback (6 avril 1874 - 27 janvier 1957) est un géologue américain, connu pour avoir identifié et décrit la Bénitoïte et la joaquinite,.

## Biographie
Louderback est né à San Francisco et obtient un BA de l'Université de Californie à Berkeley en 1896, suivi d'un doctorat en 1899. Il épouse Clara Augusta Henry le 3 octobre 1899.
Il est assistant d'enseignement en minéralogie à l'UC Berkeley en 1897-1900, puis enseigne à l'Université du Nevada en 1900-1906. Au département de géologie de l'UC Berkeley, Louderback devient professeur adjoint en 1906, professeur agrégé en 1907 et professeur titulaire en 1917. Au Nevada, Louderback étudie la structure géologique du Grand Bassin, en particulier des chaînes du Bassin, et les gisements de gypse du Nevada. Il fait des recherches sur les formations mésozoïques du sud de l'Oregon, la relation entre la radioactivité et le volcanisme, le glaucophane des chaînes côtières du Pacifique et la stratigraphie du mont Diablo. Il étudie également les effets du tremblement de terre de 1906 à San Francisco et de la sédimentation dans la baie de San Francisco. En 1914–1916, Louderback mène une expédition à la recherche de réservoirs de pétrole à l'intérieur de la Chine et après l'expédition, en 1916, il cherche également du pétrole dans les îles Philippines,.
Il est membre de la Seismological Society of America et son président en 1914 et de nouveau en 1929-1935. Il est décédé à Berkeley, en Californie, le 27 janvier 1957, à l'âge de 82 ans.
En 1972, les montagnes Louderback, dans le centre du Nevada, sont nommées en l'honneur de Louderback.